# هيروشي ايواتا
هيروشي ايواتا (بالإنجليزية: Hiroshi Iwata)‏ (و. 1929 – 2012 م) هو عالم اقتصاد، توفي عن عمر يناهز 83 عاماً.

## التعليم
تعلم في جامعة ناغويا.